# Mozaffar al-Din Shah Qajar
Mozaffar al-Din Shah Qajar (sinh ngày 25 tháng 3 năm 1853 - mất ngày 7 tháng 1 năm 1907) là vị vua thứ năm của nhà Qajar đã trị vì Ba Tư từ năm 1896 đến năm 1907.
Ông sinh năm 1853, là con trai của Nasser al-Din Shah Qajar (1848-1896). Với tư cách là thái tử, Mozaffar trở thành tỉnh trưởng miền Bắc Azerbaijan. Vào năm 1896, Mozaffar al-Din Shah lên kế vị ngai vàng sau khi phụ vương bị mưu sát, khi lên ngôi vị tân vương đã 43 tuổi. Vào năm 1906, Mozaffar al-Din Shah Qajar chấp thuận quyền có 1 hiến pháp và 1 quốc hội đích thực và sự hạn chế quyền lực của quốc vương
Mozaffar al-Din Shah Qajar băng hà năm 1907, 1 năm sau khi chấp thuận hiến pháp.